# Papudo
Papudo é uma comuna da província de Petorca, localizada na Região de Valparaíso, Chile. Possui uma área de 165,6 km² e uma população de 4.608 habitantes (2002).